# Mustinka River
Der Mustinka River ist ein Zufluss des Lake Traverse. Mit einer Länge von 109 km liegt dieser Fluss im Westen des US-Bundesstaates Minnesota. Über den Lake Traverse, den Bois de Sioux River, den Red River of the North, Lake Winnipeg und den Nelson River ist der Fluss ein Teil des Einzugsgebietes der Hudson Bay und entwässert ein Gebiet von 2354 km².

## Lauf
Der Mustinka River entspringt etwa 8 km südsüdwestlich von Fergus Falls im Südwesten des Otter Tail County und verläuft zunächst südwärts in das Grant County und durchfließt den Stony Brook Lake und Lightning Lake. Dann dreht der Fluss nach Westen und fließt an Norcross vorbei in den Traverse County. Dort schwenkt der Mustinka hinter Wheaton nach Süden und mündet 11 km südlich von Wheaton in den Lake Traverse. Ein großer Teil des Unterlaufes ist begradigt und kanalisiert.